# カルティニャーガ
カルティニャーガ（伊: Caltignaga）は、イタリア共和国ピエモンテ州ノヴァーラ県にある、人口約2,500人の基礎自治体（コムーネ）。

## 地理

### 位置・広がり
| 隣接するコムーネは以下の通り。 - ベッリンツァーゴ・ノヴァレーゼ - ブリオーナ - カーメリ - モーモ - ノヴァーラ - サン・ピエトロ・モゼッツォ |